# Bayerischer Platz
Der Bayerische Platz ist ein Stadtplatz im Zentrum des Bayerischen Viertels im Berliner Ortsteil Schöneberg des Bezirks Tempelhof-Schöneberg. Auf ihn münden die Landshuter, die Westarp-, die Salzburger, die Innsbrucker, die Meraner und die Aschaffenburger Straße. Die Grunewaldstraße, die dem Durchgangsverkehr in Ost-West-Richtung dient, kreuzt den Platz am südlichen Rand.

## Geschichte

Bayerischer Platz, 1935

Der Platz trug nach den ersten Bebauungsplänen den Namen Platz Y. Auf Beschluss des Schöneberger Magistrats erhielt er den Namen Bayrischer Platz. Der Name erinnert an das damalige Königreich Bayern, den heutigen Freistaat Bayern, und war der Mittelpunkt eines ganzen Viertels mit bayerischen Straßennamen. Im Jahr 1908 wurde er nach Plänen von Fritz Encke als Schmuckplatz mit Grünflächen, Bäumen, Hecken, einer großen Springbrunnenanlage und hölzernen Bänken gestaltet. Der Brunnen bestand aus einem großen in Stein gefassten Becken, dessen Kreis durch Ecken und Ausbuchtungen geformt wurde. Der Rand des Beckens war etwa einen Meter hoch und mit Granit abgedeckt. In der Mitte des Beckens ließ eine Fontäne, deren Düse in einem gestalteten Blumenköpfchen eingelassen war, das Wasser etwa zehn Meter hoch steigen. Im Jahr 1909 wurde die Schreibweise in Bayerischer Platz geändert. Die Randbebauung entstand zwischen 1900 und 1914 nach Plänen der Berlinischen Bodengesellschaft überwiegend im Stil des späten Historismus.
Alliierte Bombardements und Feuerstürme des Zweiten Weltkriegs verwüsteten die Grünanlage des Platzes und zerstörten große Teile der Randbebauung. Im Februar 1945 trafen drei Fliegerbomben den U-Bahnhof, während zwei Züge dort hielten. 63 Menschen kamen dabei zu Tode. 
Nach der Trümmerbeseitigung stand auf dem Platz nur noch ein Zeitungskiosk. Die ursprüngliche geschlossene Bebauung der Platzränder ist nur an der Westseite (zwischen Aschaffenburger und Grunewaldstraße) erhalten, an den anderen Seiten verfolgte man beim Wiederaufbau zwischen 1956 und 1958 zeitgenössische städtebauliche und architektonische Konzepte. Die Grunewaldstraße verlief ursprünglich entlang der Häuser und Straßeneinmündungen an der Südseite des Platzes in einem flachen Bogen, sodass die Platzfläche nicht zerschnitten war. 1956 wurde die Straßentrasse im Sinn der autogerechten Stadt gerade durchgelegt. Die Grünanlage erhielt 1958 nach Plänen von Karl-Heinz Tümler mit vier Springbrunnen in Kunststeinbecken ein neues Aussehen. Die U-Bahnhof bekam einen gläsernen Pavillonaufbau im Stil der Zeit. Der U-Bahn-Pavillon wurde 1967 abgerissen und 1971 durch das einen Neubau ersetzt.

## U-Bahnhof

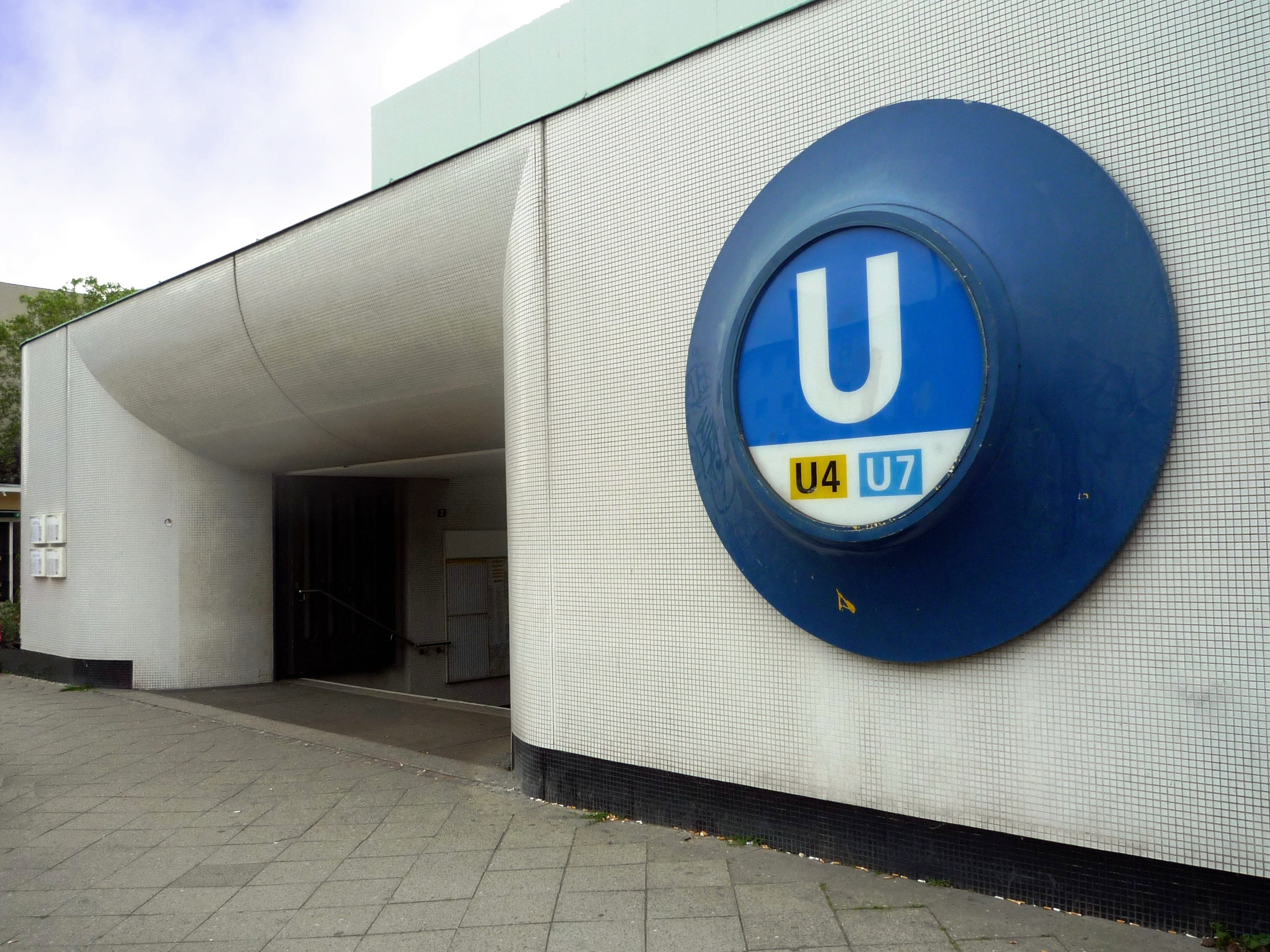
Eingangsgebäude des U-Bahnhofs Bayerischer Platz, das 1971 eröffnet wurde, 2010

Im Dezember 1910 ging der gleichnamige U-Bahnhof in Betrieb, zunächst fuhr dort die Schöneberger Untergrundbahn (heute: Linie U4) zwischen Nollendorfplatz im Norden und Innsbrucker Platz im Süden. 
Seit 1971 kreuzt hier zusätzlich die Linie U7 und ermöglicht somit die Fahrt nach Spandau, Charlottenburg und Neukölln. Zu diesem Zeitpunkt wurde ein neues Eingangsgebäude errichtet, das dem damaligen Zeitgeschmack entsprechend gestaltet wurde. Zwischenzeitlich wurde dieses Gebäude abgetragen und ein neues Zugangsbauwerk errichtet, das im ersten Obergeschoss ein Café beherbergt.

## Umgestaltung

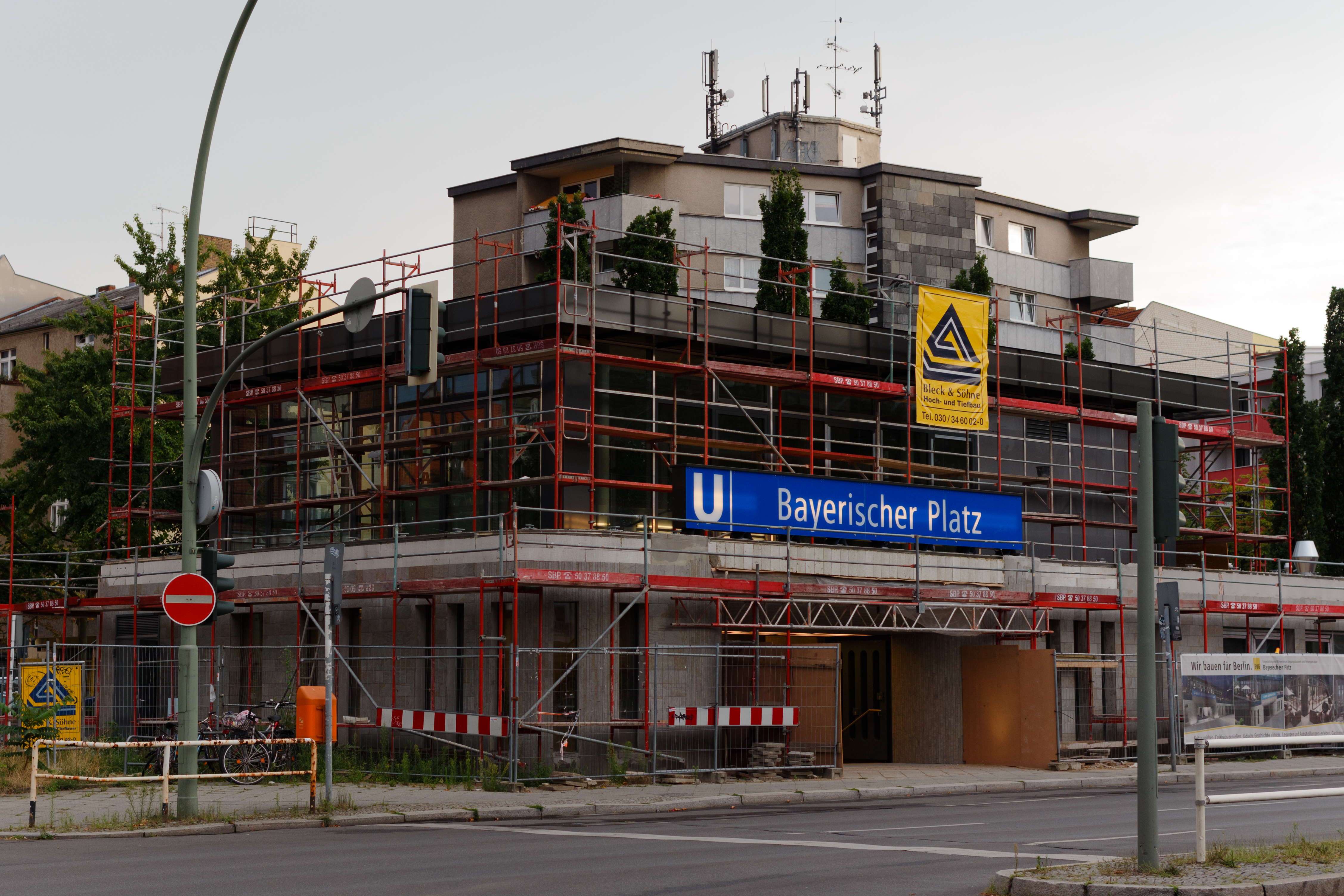
Neubau des Eingangs zum U-Bahnhof, 2014

Im Jahr 2007 schlossen sich Anwohner und Gewerbetreibende zur Initiative Quartier Bayerischer Platz zusammen, die eine Verbesserung der Aufenthaltsqualität des Areals zum Ziel hat. Zum Mitmachen fanden sich Handelstreibende, die frühere Berliner Finanzsenatorin Annette Fugmann-Heesing und viele weitere Personen zusammen, darunter auch das Architektenehepaar Andrea und Wilfried van der Bel. Diese erstellten kostenlos ein Modell, das auch Anwohnervorschläge berücksichtigte. 
Damit konnte die Verwaltung der BVG zum Mitmachen gewonnen werden, weil diese sowieso gerade den U-Bahnhof sanieren lassen wollte. Die bunkerartigen U-Bahn-Eingänge werden nun durch einen aufgesetzten Mehrzweckpavillon optisch aufgelockert. Der aus Stahl und Glas bestehende Aufbau wird mit einem Kiezcafé, einer Dauerausstellung zur Geschichte der Juden aus dem Bayerischen Viertel und einem Mehrzweckraum aufgewertet. Die BVG finanzierte den Umbau mit 2,3 Millionen Euro. Der Abriss der U-Bahn-Eingänge sollte noch vor dem Winter 2013/14 abgeschlossen sein. Als Termin für die Fertigstellung des Bahnhofs mit Dachterrasse wurde das zweite Quartal 2014 genannt.

## Kulturelle Umgebung
Am Platz und seiner engeren Umgebung lebten viele Künstler und Intellektuelle. Am Bayerischen Platz 1 wohnte Erich Fromm. Wenige Schritte entfernt in der Bozener Straße 20 Gottfried Benn, in der Bozener Straße 18 Eduard Bernstein und in der Stübbenstraße 5 Arno Holz. Auch Albert Einstein war in der Umgebung zu Hause. Der jüdische Intellektuelle Benedict Lachmann gründete 1919 den Buchladen Bayerischer Platz. Weil viele der früheren Anwohner jüdischer Herkunft waren und in der NS-Zeit vertrieben und umgebracht wurden, gibt es seit 1993 rund um den Platz die Orte des Erinnerns. Dieses Flächendenkmal umfasst 80 Schilder an Straßenlaternen, die anti-jüdische Verordnungen als Kopien wiedergeben. Auf dem Gelände der Löcknitz-Schule in der Nachbarschaft des Platzes steht ein Erinnerungsmal an die zerstörte Synagoge. Die gesamten Erinnerungsstätten werden nun auch dank des Engagements der BVG in der oben genannten Dauerausstellung im U-Bahn-Pavillon dem Gedächtnis der Nachwelt noch konzentrierter präsentiert.